# استین اریک هاگن
استین اریک هاگن (به انگلیسی: Stein Erik Hagen) (زاده ۲۲ ژوئیه ۱۹۵۶) کارآفرین، بازرگان و مدیر ارشد اجرایی نروژی است، که در حال حاضر به‌عنوان رئیس هیئت مدیره شرکت اورکلا و مدیرعامل شرکت کنیکا فعالیت می‌نماید.